# Авдикович-Глинская, Клементина Николаевна
Клементина Николаевна Авдикович-Глинская (укр. Клементина Миколаївна Авдикович-Глинська, урождённая Сечинская, укр. Січинська; 27 июля 1884, Копычинцы — 10 октября 1965, Вена) — украинская предпринимательница, меценат. Жена Ореста Авдиковича.

## Биография
Оставшись без средств к существованию после смерти мужа в 1918 году, начала делать сладости на продажу. В 1922 году в Перемышле основала небольшую фабрику сладостей под названием «Фортуна». Это была одна из первых украинских фабрик в Галичине. В том же году фабрика была перевезена во Львов. В 1924 году совместно с митрополитом Андреем Шептицким основала паровую конфетную фабрику «Фортуна Нова», проектная мощность которой после достройки и модернизации составляла 5 тонн продукции в день. Фабрика была национализирована в 1939 г. после перехода Львова под контроль СССР и вошла в состав кондитерского производственного объединения «Свиточ».
Принимала участие в украинском женском движении, субсидировала проведение женского конгресса в Станиславе в 1934 году.
В 1944 г. эмигрировала в Австрию.